# خلية بلعمية
الخلية البالعة أو الخلية البلعمية أو الخلية الأكولة (بالإنجليزية: Phagocyte) هي خلية حية تحمي الجسم عن طريق ابتلاع وتحطيم الجسيمات الدخيلة الغريبة عن الجسم، مثل الكائنات الدقيقة وحطامها بعملية تسمى البلعمة. وهي ضرورية لمكافحة العدوى والمناعة اللاحقة. البالعات مهمة في لجميع كائنات المملكة الحيوانية. وهي متطورة للغاية في الفقاريات. يحتوي لتر واحد من دم الإنسان على حوالي ستة مليارات خلية بلعمية. تم اكتشافها في عام 1882 من قبل إيليا إيليتش ميتشنيكوف بينما كان يدرس يرقات نجم البحر. حصل ميتشنيكوف على جائزة نوبل عام 1908 في علم وظائف الأعضاء أو الطب لاكتشافه. تحدث البلعمات في العديد من الأنواع. تتصرف بعض الأميبات مثل البلاعم، مما يشير إلى أن البلعمات ظهرت في وقت مبكر من تطور الحياة.
البلعمات في الإنسان والحيوانات الأخرى تسمى "المهنية" أو "غير المهنية" اعتمادًا على مدى فعاليتها في البلعمة. تشمل الخلايا البلعمية المحترفة أنواعًا عديدة من خلايا الدم البيضاء (مثل: الخلايا المتعادلة، خلايا وحيدة ، والخلايا البلعمية الكبيرة، والخلايا البدينة(صارية)، والخلايا المتغصنة). يتمثل الاختلاف الرئيسي بين الخلايا البالعة المحترفة وغير المحترفة في أن البالعات المحترفة بها جزيئات تسمى المستقبلات على أسطحها يمكنها اكتشاف الأجسام الضارة مثل: البكتيريا التي لا توجد عادة في الجسم. تعتبر الخلايا البلعمية حاسمة في مكافحة العدوى، وكذلك في الحفاظ على الأنسجة السليمة عن طريق إزالة الخلايا الميتة والمحتضرة التي وصلت إلى نهاية عمرها الافتراضي.
أثناء العدوى، تجذب الإشارات الكيميائية البالعات إلى الأماكن التي غزا فيها العامل الممرض الجسم. قد تأتي هذه المواد الكيميائية من البكتيريا أو من خلايا بلعمية أخرى موجودة بالفعل. تتحرك الخلايا البلعمية بطريقة تسمى الانجذاب الكيميائي. عندما تتلامس الخلية البلعمية مع البكتيريا، فإن المستقبلات الموجودة على سطح البلعمة ستلتصق بها. سيؤدي هذا الارتباط إلى ابتلاع البلعمة للبكتيريا. تقتل بعض الخلايا البلعمية العامل الممرض المبتلع بالمؤكسدات وأكسيد النيتريك. يمكن أيضًا أن تشارك الخلايا الضامة(الخلايا البلعمية الكبيرة) والخلايا المتغصنة بعد البلعمة في تجلية المستضد، وهي عملية تقوم فيها الخلية البلعمة بنقل أجزاء من المادة المبتلعة إلى سطحها مرة أخرى. ثم يتم عرض هذه المادة على خلايا أخرى في الجهاز المناعي. ثم تنتقل بعض الخلايا البلعمية إلى العقد الليمفاوية في الجسم وتعرض المادة على خلايا الدم البيضاء التي تسمى الخلايا الليمفاوية. هذه العملية مهمة في بناء المناعة، وقد طورت العديد من مسببات الأمراض طرقًا لتجنب هجمات البالعات.

## التاريخ

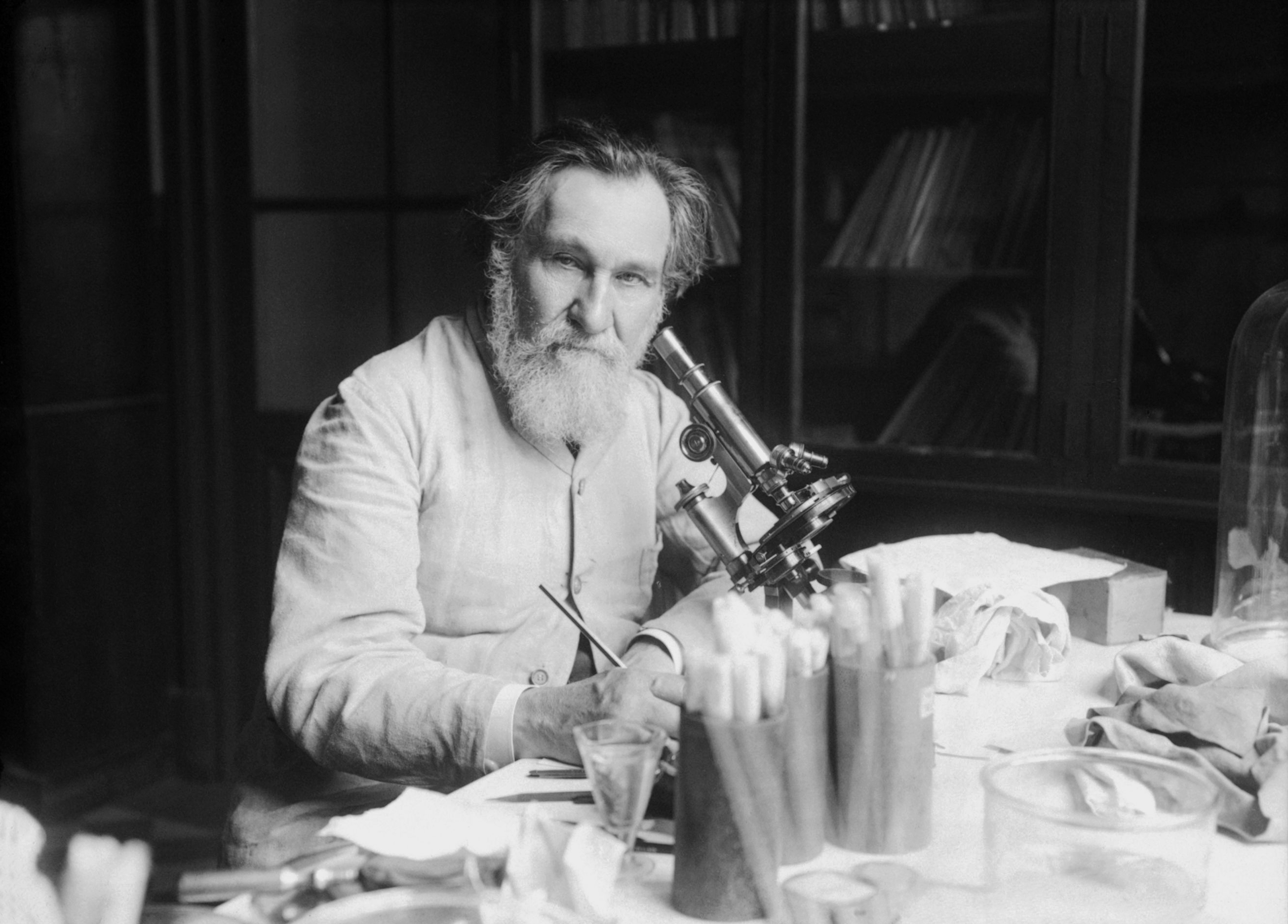
إيليا إيليتش ميتشنيكوف في مختبره.

أدرك عالم الحيوان الروسي إيليا إيليتش ميتشنيكوف (1845-1916) لأول مرة أن الخلايا المتخصصة تشارك في الدفاع ضد الالتهابات الميكروبية. في عام 1882، درس الخلايا المتحركة (التي تتحرك بحرية) في يرقات نجم البحر؛ معتقدًا أنها مهمة للدفاعات المناعية للحيوانات. لاختبار فكرته، أدخل أشواكًا صغيرة من شجرة اليوسفي في اليرقات. بعد بضع ساعات لاحظ أن الخلايا المتحركة قد أحاطت بالأشواك. سافر متشنيكوف إلى فيينا وشارك بأفكاره مع كارل فريدريش كلوز الذي اقترح اسم "البلعمة" (من الكلمات اليونانية فاجين، والتي تعني: "تأكل أو تلتهم"، وكوتوس، والتي تعني: "وعاء مجوف") للخلايا التي لاحظها ميتشنيكوف.
بعد عام، درس متشنيكوف قشريات المياه العذبة تسمى برغوث الماء، وهو حيوان صغير شفاف يمكن فحصه مباشرة تحت المجهر. اكتشف أن الجراثيم الفطرية التي هاجمت الحيوان تم تدميرها بالبلعمات. واستمر في توسيع نطاق ملاحظاته لتشمل خلايا الدم البيضاء للثدييات واكتشف أن البكتيريا العصوية الجمرية يمكن أن تبتلعها الخلية
البلعمية وتقتلها، وهي عملية أطلق عليها اسم البلعمة. اقترح متشنيكوف أن البالعات كانت دفاعًا أوليًا ضد غزو الكائنات الحية.
في عام 1903، اكتشف ألمروث رايت أن البلعمة تتعزز بأجسام مضادة معينة أطلق عليها أبسونين، من الكلمة اليونانية أبسون، "ضمادة أو مذاق". مُنح متشنيكوف (بالاشتراك مع بول إيرليش) جائزة نوبل عام 1908 في علم وظائف الأعضاء أو الطب لعمله في الخلية البلعمية والبلعمة.

## الأشكال
يوجد تصنيفان رئيسان للبالعات:
- البلاعم (والوحيدات)
- البالعات الصغيرة، مثل الكريات البيض عديدة النوى (بشكل أساسي العدلات)

## الوظائف
تعتبر البلعميات مفيدة جداً كاستجابة بدئية للجهاز مناعي تجاه العدوى. تحتوي البلعميات عدة جسيمات حالة تمكنها من هضم المادة الأجنبية. تغلف البلعميات العوامل الممرضة والحطام والخلايا الميتة والشائخة والوسط الخارج خلوي. بعد تغليفها ضمن جسيم بلعمي (يبلوع)، يلتحم به اليحلول (Lysosome) (المملوء بالإنزيمات الهاضمة (البروتياز والجذور الأوكسيجينية) ليشكل جسيم حال بلعمي الذي تهضم فيها المادة المبلعمة.
إذا جرح الجلد فإن الشكل الأول من البالعات الذي يهاجر إلى أماكن الإصابة هو العدلات. تهاجم العدلات الجراثيم عن طريق تحرير حبيبات سامة للخلايا وعن طريق البلعمة. إن البلعمة عملية فعالة في شفاءالجرح.
في بلعمة العوامل الممرضة تقوم خلايا نوعية مقدمة للمستضد (الخلايا المتغصنة والبلاعم) بإبراز ببتيدات صغيرة على سطحها نشأت نتيجة عملية الهضم، تكون مرتبطة مع جزيئات معقد التوافق النسيجي النمط الثاني. تقوم الخلية التائية المساعدة (CD4+) بعد ذلك بالتعرف على المستضدات متممة بإشارة ثانية.
تستطيع البلعميات كذلك أن تحرض استماتة الخلايا السليمة والورمية، وتنتج بروتينات مشحونة إيجابيا، وعناصر المتممة وعوامل التخثر، مستقلبات حمض الأراشيدونيك، البروستاغلاندينات، الليكوترينات، الترمبوكسانات، السيتوكينات، البروتياز، الهيدرولاز، متوسطات الأوكسجين والنيتروجين الارتكاسية.
تتواجد البالعات الكبيرة في النسج واللمف فقط

## المقاومة التي تبديها العوامل الممرضة
إن العديد من العوامل الممرضة تستطيع تأخير أو منع تشكل اليحلول (الجسيم الحال) البلعمي مثل المتفطرات السلية، السلمونيلة التيفية Salmonella typhi والفيلقية Legionella. بعضها الآخر، مثل الطفيليات من جنس الليشمانيا، تستطيع أن تقاوم أو تتهرب من أن تهضم في الجسيم البلعمي.
إحدى وظائف الخلية المساعدة T هي أن تجعل البلعميات تهضم العوامل الممرضة داخل الخلوية.

## وصلات خارجية
- Mesh